# دارعة عون الله
دارعة عون الله هي دارعة عثمانية.

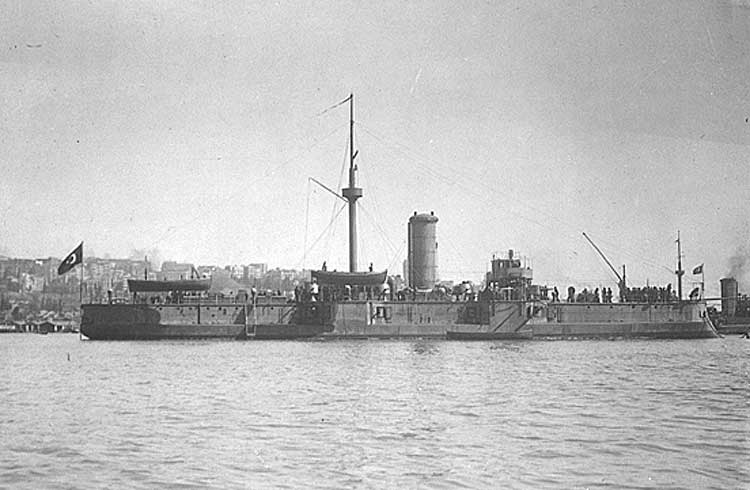
الدارعة عون الله عام 1870

طلبتها الحكومة العثمانية عام 1867 من شركة التايمز لبناء السفن البريطانية ، والسفينة واحدة من سفينين من ذات الفئة ، دخلت السفينة الخدمة بالبحرية العثمانية عام 1870 وهي مسلحة بأربعة مدافع من عيار 228 ملم ، وتبلغ سرعتها 12 عقدة (22 كم/س).
اشتركت الدارعة في في الحرب الروسية العثمانية 1877-1878 حيث قامت بدعم القوات العثمانية في الجبهة القوقازية ، وفي الحرب العثمانية اليونانية عام 1897 كانت الدارعة خارج الخدمة ، وقد خضعت الدارعة لعملية تحديث ما بين أعوام 1903-1906 ، وقد استخدمت كسفينة دفاع عن الموانئ واستقرت في بيروت، وخلال الحرب العثمانية الإيطالية أغرقت الدارعة في مواجهة مع السفن الإيطالية بمعركة بيروت البحرية في فبراير 1912.